# Deccanolestes
Deccanolestes è un genere estinto di mammiferi, vissuto nella zona del Deccan, in India, nel Cretaceo superiore.

## Fossili
Di questo animale, il primo mammifero del Cretaceo ad essere ritrovato in India, si conoscono appena tre denti per la specie D. hislopi (due molari superiori ed un premolare inferiore) ed appena un dente più una caviglia per la specie D. robustus. Questi pochi frammenti hanno dato modo ai vari ricercatori di trovare affinità con i generi Cimolestes, Procerberus e Aboletylestes, tutti appartenenti alla famiglia Palaeoryctidae dell'ordine Cimolesta; tuttavia secondo lo studio pubblicato da Rana & Wilson nel 2003 queste affinità sono espandibili a tutti i primi mammiferi classificati negli Eutheria e sono solo la conseguenza della rapida diffusione di questi animali dalla sede ancestrale, che il recente ritrovamento di Eomaia scansoria indicherebbe nell'Asia centro-orientale.
Deccanolestes è stato rinvenuto in strati del periodo Maastrichtiano, l'ultimo del Cretaceo da 70,6 a 65,9 milioni di anni fa, nella zona del Deccan indiano che in quel periodo (come tutta l'India del resto) si era staccato dall'Africa (e dal Gondwana in generale), ma che ancora non aveva raggiunto l'Asia: in questa maniera cade la teoria che voleva la presenza di mammiferi eutheri solo nel nordico Laurasia, ma resta valida la teoria della rapida diffusione. La contemporanea famiglia Palaeoryctidae, con cui si riscontrano affinità nella dentatura, è dislocata nel Nordamerica, ma somiglianze dentali sono state riscontrate anche con il genere Kennalestes vissuto nella vicina Mongolia.
Un nuovo studio su resti frammentari di omero della specie D. hislopi suggerisce al paleontologo Boyer che il Deccanolestes (e il genere affine Sahnitherium) fosse un animale dallo stile di vita arboricolo, rappresentante basale degli Adapisoriculidae, nonché primo esponente degli Euarchonta.
La nuova scoperta implica anche la possibilità di considerare il sub-continente indiano, l'Africa e l'Europa come probabili zone d'origine degli Euarchonta a discapito del Nordamerica come invece ritenuto in precedenza.